# Tatjana Petrowna Selenzowa

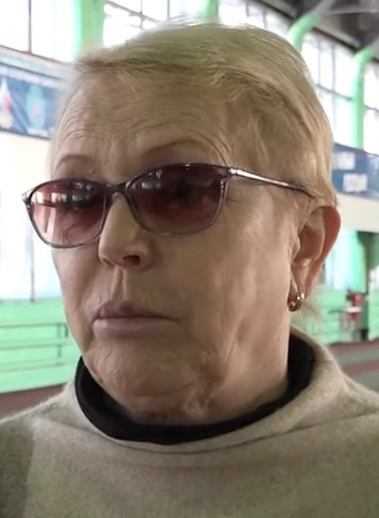
Tatjana Petrowna Selenzowa

Tatjana Petrowna Selenzowa (russisch Татьяна Петровна Зеленцова, engl. Transkription Tatyana Zelentsova; * 5. August 1948 in Noworossijsk) ist eine ehemalige sowjetische Hürdenläuferin und Trainerin. 1978 wurde sie erste Europameisterin im 400-Meter-Hürdenlauf.
Selenzowa war seit den 1960er Jahren als Hürdenläuferin aktiv und gehörte im 100-Meter-Hürdenlauf zur erweiterten sowjetischen Spitze, konnte sich aber trotz einer persönlichen Bestzeit von 13,13 Sekunden nie für internationale Meisterschaften empfehlen. Als 1976 erstmals der 400-Meter-Hürdenlauf bei sowjetischen Meisterschaften auf dem Programm stand, gewann sie in 58,73 Sekunden den Titel; 1977 wurde sie Meisterschaftsdritte. Am 19. August 1978 lief sie in Podolsk in 55,31 Sekunden Weltrekord und verbesserte die alte Marke der Polin Krystyna Kacperczyk um 0,13 Sekunden.
Bei den Europameisterschaften 1978 in Prag verbesserte sie im Finale ihren Weltrekord auf 54,89 Sekunden und blieb als erste Frau unter 55 Sekunden. Hinter ihr liefen die beiden Deutschen Silvia Hollmann (West) und Karin Roßley (Ost) jeweils Landesrekord. Kurze Zeit später wurde Selenzowa in 54,96 Sekunden sowjetische Meisterin. Nach Platz 3 bei der sowjetischen Meisterschaft 1979 wurde sie 1980 Vierte und 1982 noch einmal Siebte.
Tatjana Selenzowa ist 1,70 m groß und wog in ihrer Wettkampfzeit 58 kg. Nach ihrer aktiven Karriere war sie als Trainerin erfolgreich.